# Hannes Kraft
Hannes Kraft (* 19. Februar 1909 in Köln; † 8. Januar 1983 in Hamburg) war ein deutscher Germanist, Herausgeber und Liedertexter.

## Leben
Er war Herausgeber mehrerer Werke von Gottfried Keller. Er war Mitglied der Hitlerjugend, beantragte am 16. September 1937 die Aufnahme in die NSDAP und wurde rückwirkend zum 1. Mai desselben Jahres aufgenommen (Mitgliedsnummer 4.617.055). 1939 verfasste er mit Hubert Iven die Schrift Jungvolk erlebt seine Heimat: ein Tag aus einem Zeltlager, die nach Ende der nationalsozialistischen Herrschaft in der sowjetischen Besatzungszone auf die Liste der auszusondernden Literatur gesetzt wurde. Gemeinsam mit Christian Jenssen gab er 1943 im Auftrag des Oberkommandos der Kriegsmarine die Anthologie Die Schiffsglocke heraus. Als Liedtexter arbeitete er oft mit Gottfried Wolters zusammen, an dessen Lehrgängen an der Heimvolkshochschule Göhrde er 1947 teilnahm.

## Werke
als Herausgeber:
- mit Christian Jenssen: Die Schiffsglocke. 1943
- mit Theodor Müller-Alfeld: Das Balladenbuch. Deutsche Buch-Gemeinschaft, Berlin/Darmstadt/Wien 1953, DNB 453498892.
- mit Hermann Wagner: Musica. Eine Huldigung aus unseren Tagen. Möseler, Wolfenbüttel 1963

Lieder, Texte:
- Gesang am Abend
- Die Legende vom Lied der Mutter
- Herbst ist da